# Đoàn Nghi lễ Quân đội (Quân đội nhân dân Việt Nam)
Đoàn Nghi lễ Quân đội là đơn vị trực thuộc Bộ Tổng Tham mưu, Quân đội nhân dân Việt Nam, có nhiệm vụ phục vụ nghi lễ cho Đảng, Nhà nước, Quân đội, các hoạt động kỷ niệm, sự kiện lớn của đất nước, dân tộc và sẵn sàng tham gia một số nhiệm vụ quan trọng khác.

## Lịch sử
Sau ngày Cách mạng Tháng Tám thành công (19 tháng 8 năm 1945), ngày 20 tháng 8 năm 1945, “Ban Âm nhạc giải phóng quân” được thành lập để phục vụ cử hành Quốc ca cho Lễ Độc lập (ngày 02 tháng 9 năm 1945) tại Quảng trường Ba Đình, Hà Nội, nơi Chủ tịch Hồ Chí Minh đọc bản Tuyên ngôn độc lập, thành lập ra nước Việt Nam Dân chủ cộng hòa. Ngày 20 tháng 8 năm 1945 được chọn làm ngày truyền thống của Đoàn Nghi lễ Quân đội. Ban Âm nhạc thời điểm này gồm 75 người và đa số là lính trong đội kèn "Bảo an binh" (thuộc phủ khâm sai khi Nhật đảo chính Pháp) rời bỏ hàng ngũ địch gia nhập cách mạng.
Từ "Ban Âm nhạc giải phóng quân", đơn vị phát triển và thay đổi tên gọi qua các giai đoạn, như “Đội danh dự bảo vệ Trung ương Đảng và Bác Hồ” đến Đoàn quân nhạc Quân đội nhân dân Việt Nam, Tiểu đoàn danh dự thuộc Trung đoàn 47, Trung đoàn nghi lễ 781, Đoàn nghi lễ 781 (tháng 9 năm 1991).
Năm 2002, Bộ Quốc phòng ra quyết định cơ cấu tổ chức Đoàn nghi lễ 781 thành Lữ đoàn đủ quân trực thuộc Quân khu Thủ đô.
Tháng 8 năm 2008, Đoàn được điều chuyển về Bộ Tổng Tham mưu và vào ngày 03 tháng 11 năm 2008, Bộ Quốc phòng quyết định đổi phiên hiệu thành Đoàn Nghi lễ Quân đội.

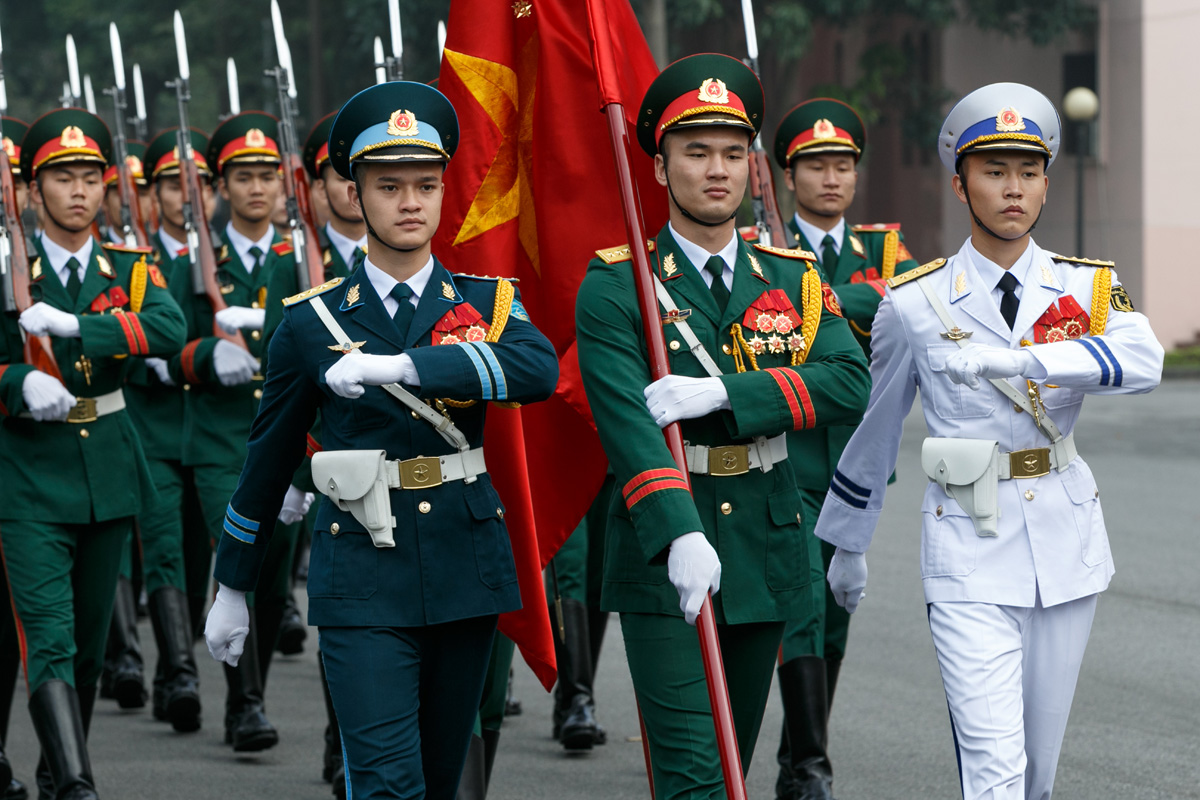
Đội danh dự các quân chủng diễu binh trong Lễ đón Bộ trưởng Bộ Quốc phòng Liên bang Nga Sergei Shoigu tại trụ sở Bộ Quốc phòng Việt Nam.
(Trong ảnh: Tổ Quân kỳ gồm sĩ quan Lục quân (giữ Quân kỳ), sĩ quan Phòng không - Không quân và sĩ quan Hải quân (bảo vệ Quân kỳ). Đi sau là khối danh dự Lục quân).

## Chức năng, nhiệm vụ
Phục vụ nghi lễ cho Đảng, Nhà nước, Quân đội, các hoạt động kỷ niệm, sự kiện lớn của đất nước, dân tộc và sẵn sàng tham gia một số nhiệm vụ quan trọng khác.

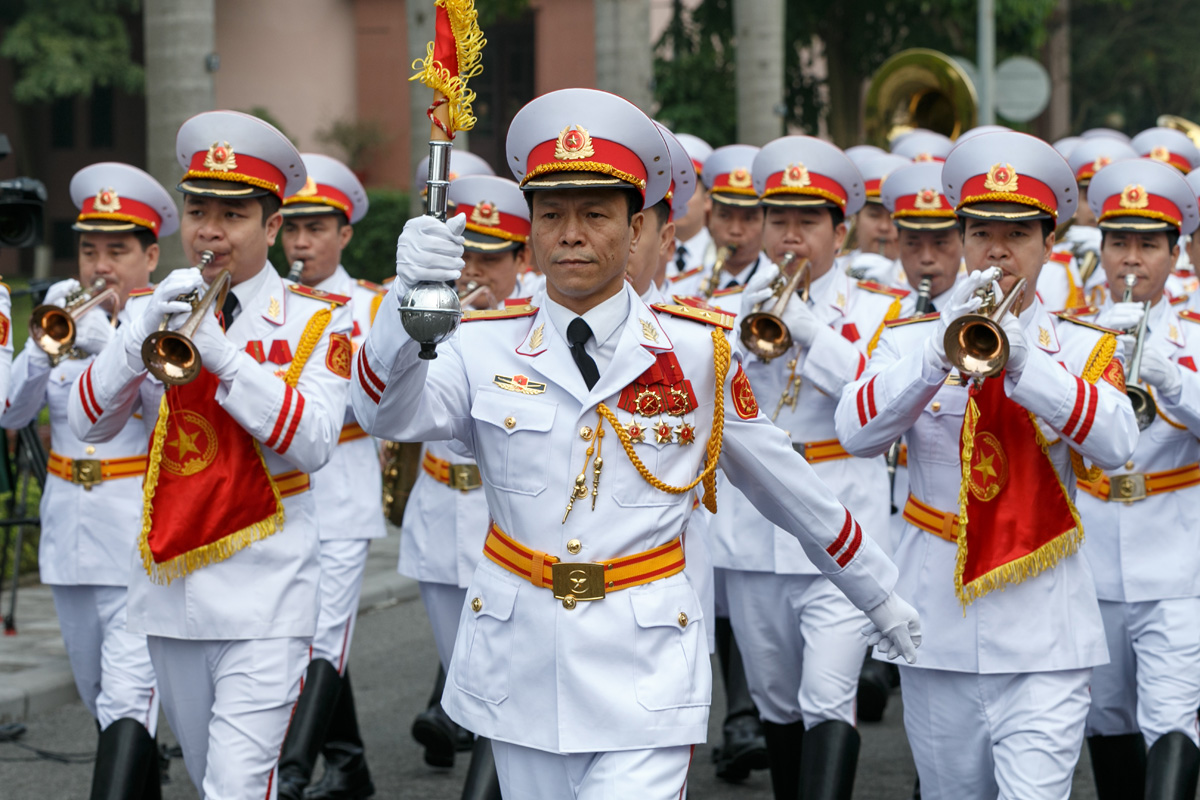
Đoàn Quân nhạc thuộc Đoàn Nghi lễ Quân đội, Quân đội nhân dân Việt Nam

Đoàn Nghi lễ quân đội có hai bộ phận chính: đoàn danh dự (bộ đội danh dự) và đoàn quân nhạc.

## Tiêu chuẩn chiến sĩ
Chỉ tiêu tuyển chọn hằng năm: 100 đến 140 chiến sĩ
Ngoài các tiêu chuẩn về phẩm chất chính trị, đạo đức, ý thức tổ chức kỷ luật nghiêm, sức khỏe tốt, thì các chiến sĩ danh dự phải đạt chiều cao từ 1,8m trở lên, quân dung đẹp, ngoại hình cân đối.
Các chiến sĩ đoàn quân nhạc phải có kỹ năng, năng khiếu về âm nhạc, nhạc cụ; không mắc các bệnh về đường hô hấp.

## Truyền thống vẻ vang
“Trung thành vô hạn, đoàn kết một lòng, năng động sáng tạo, chính quy mẫu mực, vì Tổ quốc, vì nhân dân phục vụ”

Phù hiệu bộ đội Quân nhạc

## Lãnh đạo hiện tại
| Lãnh đạo Đoàn Nghi lễ Quân đội (Quân đội Nhân dân Việt Nam) \| Đoàn Trưởng Bí thư Đảng ủy, Chính ủy \| Đại tá Nguyễn Thiện Học [7] Đại tá Nguyễn Trung Tâm [8] \| |                                                 |
| Đoàn Trưởng Bí thư Đảng ủy, Chính ủy | Đại tá Nguyễn Thiện Học Đại tá Nguyễn Trung Tâm |

## Thành tích
Đoàn Nghi lễ Quân đội đã được Đảng, Nhà nước và Quân đội trao tặng nhiều phần thưởng, như:
 Danh hiệu đơn vị Anh hùng lực lượng vũ trang nhân dân thời kỳ đổi mới
 Huân chương Độc lập hạng Nhì, hạng Ba
 2 Huân chương Quân công hạng Nhì
 3 Huân chương Quân công hạng Ba
 Huân chương Chiến công hạng Nhất, hạng Nhì
 Huân chương Bảo vệ Tổ quốc hạng Ba.
Nhiều cá nhân vinh dự được Đảng, Nhà nước trao tặng danh hiệu cao quý, trong đó có 1 Nghệ sĩ Nhân dân, 1 Nhà giáo Ưu tú, 7 Nghệ sĩ Ưu tú cùng hàng trăm lượt tập thể, cá nhân được các ban, Bộ, ngành, địa phương khen thưởng.

## Hình ảnh

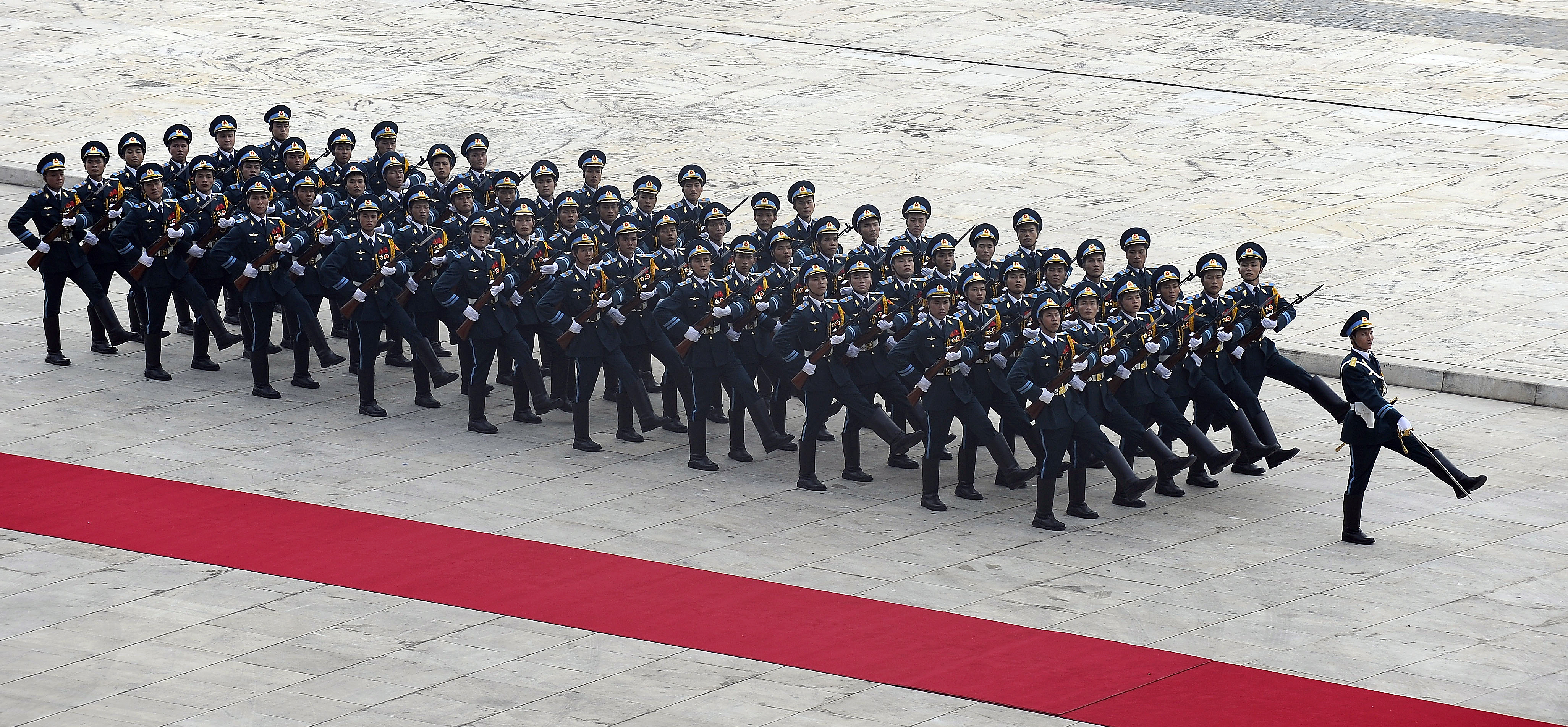
Khối danh dự quân chủng Phòng không - Không quân đang diễu binh tại Hội nghị các Bộ trưởng Quốc phòng ASEAN năm 2010
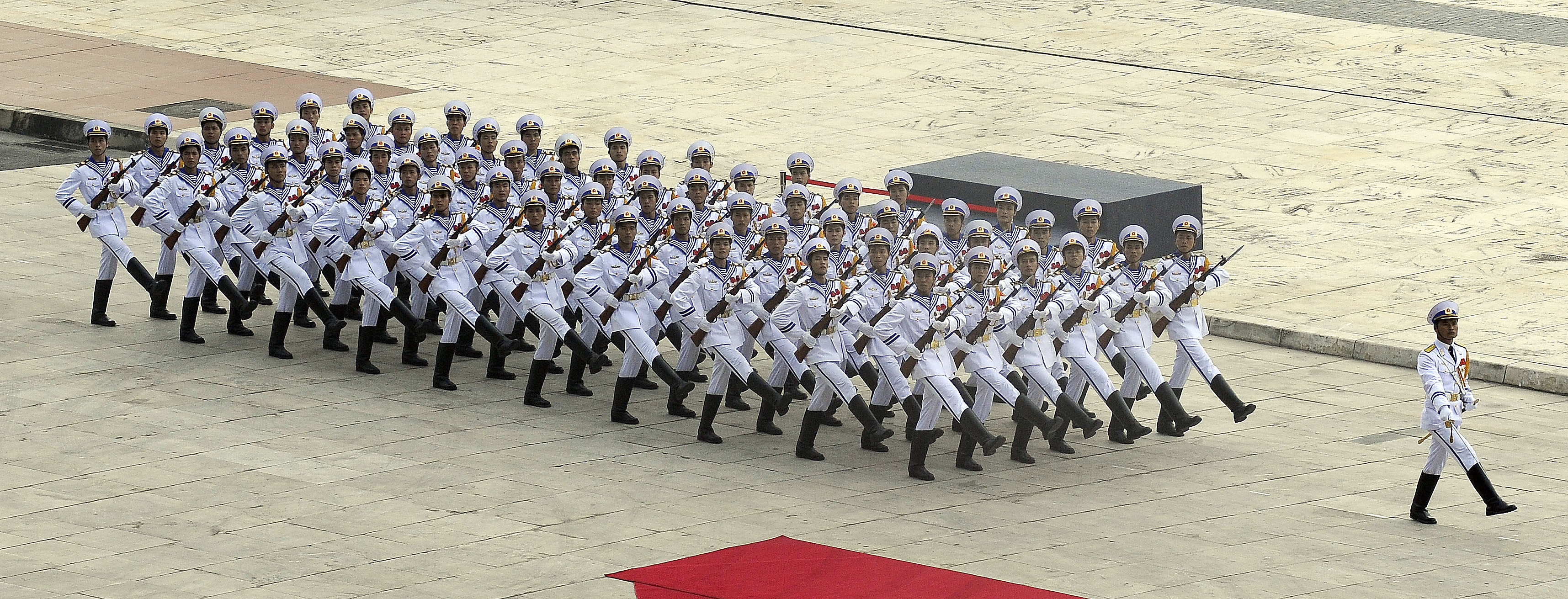
Khối danh dự quân chủng Hải quân đang diễu binh tại Hội nghị các Bộ trưởng Quốc phòng ASEAN năm 2010
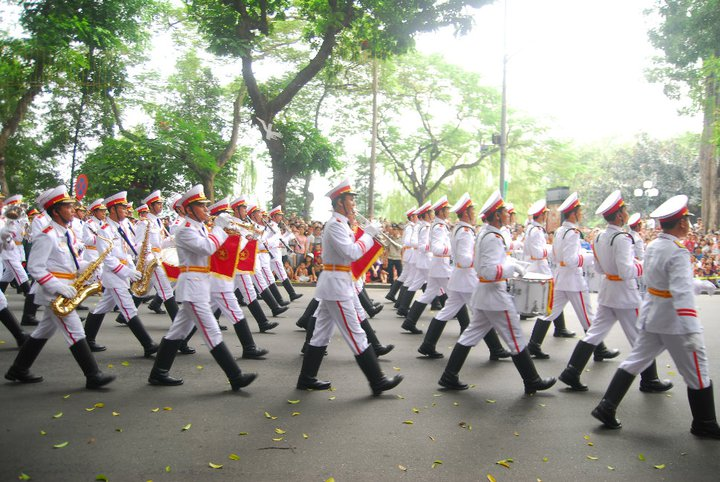
Đoàn Quân nhạc diễu hành tại Đại lễ kỷ niệm 1000 năm Thăng Long - Hà Nội
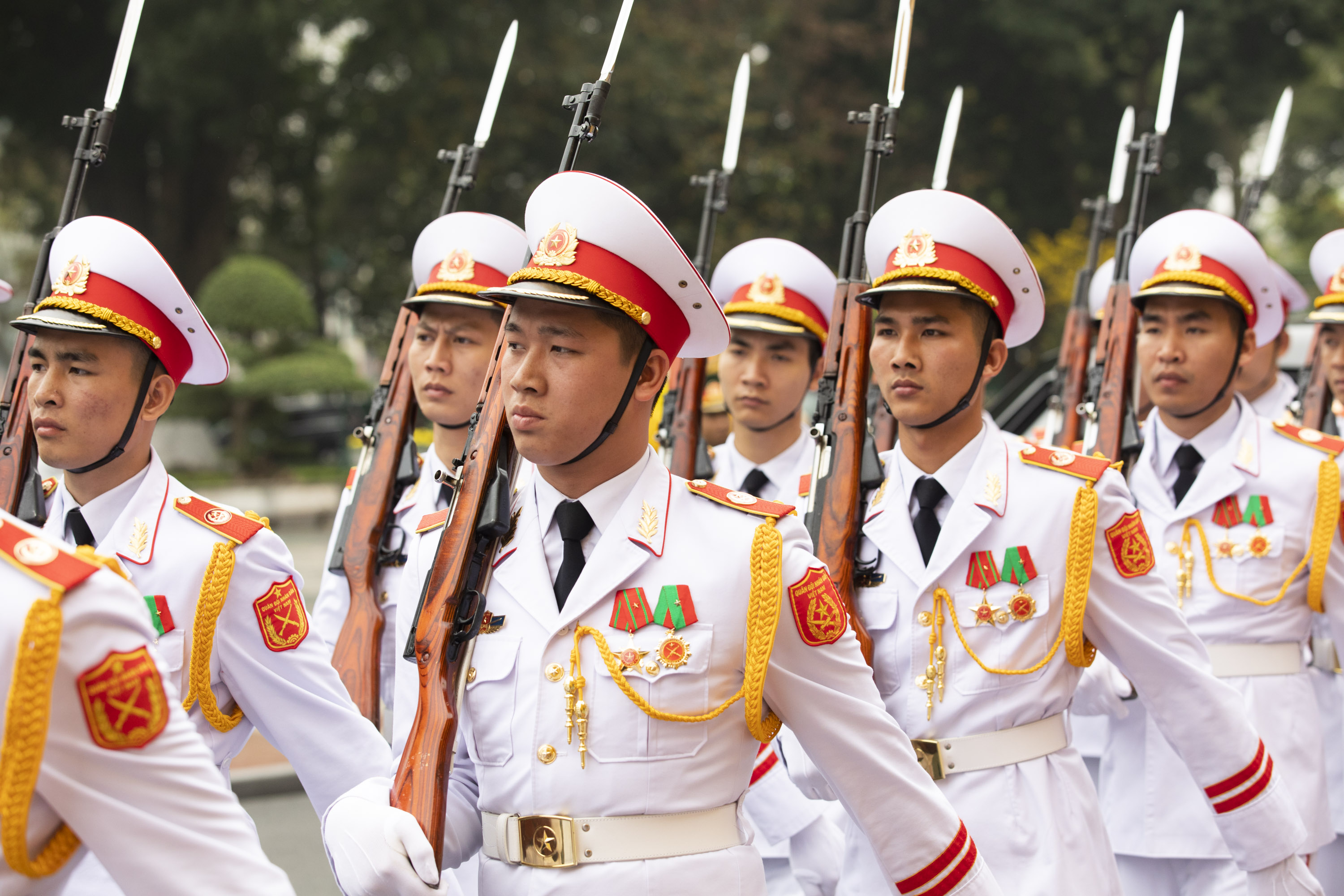
Chiến sĩ trong đội tiêu binh danh dự thuộc Đoàn Nghi lễ Quân đội (vác súng trường CKC) đang di chuyển đến vị trí làm nhiệm vụ tại Phủ Chủ tịch